# Грузсчанское сельское поселение
Грузсча́нское се́льское поселе́ние — муниципальное образование в Борисовском районе Белгородской области России.
Административный центр — село Грузское.

## История
Грузсчанское сельское поселение образовано 20 декабря 2004 года в соответствии с Законом Белгородской области № 159.

## Население
| 2010  | 2011  | 2012  | 2013  | 2014  | 2015  | 2016  | 2017  | 2018  |
| ----- | ----- | ----- | ----- | ----- | ----- | ----- | ----- | ----- |
| 1535  | ↘1529 | ↘1524 | →1524 | ↘1518 | ↗1532 | ↗1543 | ↘1537 | ↘1533 |
| 2019  | 2020  | 2021  |       |       |       |       |       |       |
| ↘1514 | ↘1488 | ↘1407 |       |       |       |       |       |       |

## Состав сельского поселения
| № | Населённый пункт   | Тип населённого пункта       | Население |
| - | ------------------ | ---------------------------- | --------- |
| 1 | Байцуры            | село                         | ↗363      |
| 2 | Богун-Городок      | село                         | ↘132      |
| 3 | Грузское           | село, административный центр | ↘1033     |
| 4 | Казачье-Рудченское | хутор                        | ↘5        |
| 5 | Цаповка            | село                         | ↘2        |

## Экономика

### Энергетика
В начале 2012 года на территории поселения была введена в эксплуатацию биогазовая станция «Байцуры». Мощность станции — 526 кВт, планируется увеличение её в два раза.